# Charles Spencer, 6.º Conde Spencer
Charles Robert Spencer, 6.º Conde Spencer (30 de outubro de 1857 — 26 de setembro de 1922) foi um nobre e político britânico do Partido Liberal do Reino Unido.

## Biografia
Spencer nasceu em 1857 em St. James's, no distrito Westminster de Londres. Ele era o segundo filho de Frederick Spencer, 4.º Conde Spencer. Sua mãe foi Adelaide Horatia Elizabeth Seymour, uma descendente de Henry FitzRoy, 1.º Duque de Grafton.
Depois de ser educado em Harrow School, graduou-se em Trinity College, na Universidade de Cambridge, com um mestrado em ciências sociais.
Charles Spencer representou os distritos eleitorais North Northamptonshire (1880-1885) e Mid Northamptonshire (1885-1895 & 1900-1905). Em 1898, ele contestou o distrito eleitoral de Hertford.
Entre fevereiro e junho de 1886, foi um Groom-in-Waiting da Rainha Vitória; vice-camareiro-mor entre 1892 e 1895 e um conselheiro privado de 1892 até sua morte. Ele também foi um honorário major e depois honorário coronel do 4.° Batalhão Voluntário, um regimento de Northamptonshire.
Entre 1900 e 1905, ele foi um parlamentar liberal que exerceu autoridade sobre seus copartidários. No dia 19 de dezembro de 1905, foi titulado 1.° Visconde Althorp, o que o permitiu se tornar camareiro-mor - seu meio-irmão, mais velho, John Spencer, era ainda o Conde Spencer na época. Em 1908, foi o lorde-tenente de Northamptonshire.
No dia 13 de agosto de 1910, sucedeu os títulos de seu meio-irmão e morreu doze anos depois em sua casa em St. James's, Londres. Ele esteve doente por quatro meses, pois contraiu um "calafrio" num evento público.

## Casamento e filhos
No dia 23 de julho de 1887, ele desposou Margaret Baring, filha do Edward Baring, 1.º Barão Revelstoke, e irmã de Maurice Baring, na Igreja de St. James, Piccadilly. Eles tiveram seis filhos juntos:
| Nome                                         | Nascimento | Morte | Observações |
| -------------------------------------------- | ---------- | ----- | --- |
| Lady Adelaide Margaret Delia Spencer         | 1889       | 1981  | Casou-se com Sir Sidney Peel, 1.º Baronete. |
| Albert Edward John Spencer, 7º Conde Spencer | 1892       | 1975  | Casou-se com Lady Cynthia Elinor Beatrix Hamilton, filha de James Hamilton, 3.º Duque de Abercorn. Foi também avô da falecida Diana, Princesa de Gales.     |
| Ten.-Com. Hon. Cecil Edward Robert Spencer   | 1894       | 1928  | Serviu na Marinha Real Britânica. Recebeu as condecorações Croix de guerre e a Ordem de Serviços Distintos. Morreu solteiro num acidente de corrida.        |
| Lady Lavinia Emily Spencer                   | 1899       | 1955  | Casou-se com Luke Henry White, 4.º Barão Annaly. |
| Capitão Hon. George Charles Spencer          | 1903       | 1982  | Casou-se, primeiramente, com Barbara Blumenthal e, depois, com Kathleen Henderson.                                                                          |
| Lady Alexandra Margaret Elizabeth Spencer    | 1906       | 1996  | Casou-se com Hon. Henry Douglas-Home, filho de Charles Douglas-Home, 13.º Conde de Home). Ela foi autora do livro "A Spencer Childhood", publicado em 1994. |